# Стенокактус
Стенокактус (лат. Stenocactus) — род кактусов, первоначально рассматривался как подрод эхинокактусов.
Впервые описан в 1898 году Карлом Шуманом, позднее в 1933 году А. Бергером выделен в самостоятельный род.
Название происходит от греч. stenos — «тонкий, узкий».
Всего род содержит 18 видов.
Растет в центральных гористых районах Мексики (чаще всего — в пустыне Чиуауа). Размер взрослого растения — не более 10-15 см.
Этот род отличается большим количеством рёбер: у некоторых видов оно достигает 90-100. Диаметр шаровидного стебля обычно не превышает 12 см. Ребра обычно волнистые, тонкие, близко расположенные друг к другу.
Количество колючек варьируется, но общей чертой является их яркая, контрастная окраска. У многих видов нижние радиальные колючки окрашены в светлые тона, верхние радиальные — более темные, прилегающие к стеблю или прямые. Центральные колючки числом 1-4 появляются у этих растений только во взрослом возрасте, но у некоторых видов могут достигать длины 10 см.
Цветки — верхушечные, до 4 см в диаметре и до 3 см в высоту, различных цветов.